# Oak Bay (circonscription britanno-colombienne)
Pour les articles homonymes, voir Oak Bay.
Circonscription électorale provinciale du Canada
Oak Bay est une ancienne circonscription provinciale de la Colombie-Britannique représentée à l'Assemblée législative de la Colombie-Britannique de 1941 à 1979.

## Géographie
La circonscription représentait une partie de la région de la ville de Victoria.

## Liste des députés
| Législature                                       | Années          | Député           | Député                 | Parti                     |
| Oak Bay                                           | Oak Bay         | Oak Bay          | Oak Bay                | Oak Bay                   |
| ------------------------------------------------- | --------------- | ---------------- | ---------------------- | ------------------------- |
| 20e                                               | 1941–1945       |                  | Herbert Anscomb        | Conservateur              |
| 21e                                               | 1945–1949       |                  | Herbert Anscomb        | Coalition                 |
| 22e                                               | 1949–1952       |                  | Herbert Anscomb        | Coalition                 |
| 23e                                               | 1952–1953       |                  | Philip Archibald Gibbs | Libéral                   |
| 24e                                               | 1953–1956       |                  | Philip Archibald Gibbs | Libéral                   |
| 25e                                               | 1956–1960       |                  | Philip Archibald Gibbs | Libéral                   |
| 25e                                               | mars-sept. 1960 |                  | Vacant                 | Vacant                    |
| 26e                                               | 1960–1963       |                  | Alan Brock MacFarlane  | Libéral                   |
| 27e                                               | 1963–1966       |                  | Alan Brock MacFarlane  | Libéral                   |
| 28e                                               | 1966–1968       |                  | Alan Brock MacFarlane  | Libéral                   |
| 28e                                               | 1968-1969       | Allan Leslie Cox |                        | Libéral                   |
| 29e                                               | 1969–1971       |                  | George Scott Wallace   | Créditiste                |
| 29e                                               | 1971-1972       |                  | George Scott Wallace   | Progressiste-conservateur |
| 30e                                               | 1972–1975       |                  | George Scott Wallace   | Progressiste-conservateur |
| 31e                                               | 1975–1978       |                  | George Scott Wallace   | Progressiste-conservateur |
| 31e                                               | 1978–1979       |                  | Victor Albert Stephens | Progressiste-conservateur |
| Circonscription remplacée par Oak Bay-Gordon Head |                 |                  |                        |                           |